# Kendermore
 (mai 2022).
Si vous disposez d'ouvrages ou d'articles de référence ou si vous connaissez des sites web de qualité traitant du thème abordé ici, merci de compléter l'article en donnant les références utiles à sa vérifiabilité et en les liant à la section « Notes et références ».
Kendermore est le titre d'un roman de Mary Kirchoff, publié chez Fleuve noir et tiré du monde imaginaire des Lancedragon et est le deuxième roman de la série Preludes.
Dans ce roman, Tasslehoff Racle-pieds est accusé d'avoir violé les lois kender sur les mariages arrangés, et est forcé de retourner à Kendermore en raison de l'emprisonnement de son oncle Epinglette. 

## Cadre
Le roman commence avec le personnage de Tasslehoff Racle-pieds à l'auberge du Dernier Refuge avec ses amis. Cependant, un chasseur de primes arrive bientôt et l'accuse de désertion pour avoir violé les lois du mariage pré-arrangé. Un voyage vers l'est se transforme en un voyage avec des nains du ravin.
Pendant ce temps, à Kendermore, l'oncle de Tas, Epinglette, et un "docteur" humain ont trouvé une carte menant à un trésor. Tas vit ses propres aventures après qu'un naufrage l'ait fait échouer avec Gisella (la chasseuse de primes) et Woodrow (l'assistant de Gisella) près d'une colonie de nains. Tas est capturé par des gnomes, qui cherchent à le transformer en objet d'exposition. Woodrow le sauve avec l'aide de Winnie, un mammouth laineux. Gisella est tuée par Denzil, un assassin. Tas et Woodrow arrivent à Kendermore. Dans les ruines à l'est de la ville, le " Dr " Phineas Curick, l'oncle Epinglette et Damaris (celle qui doit épouser Tasslehoff) se retrouvent divertis par Vinsint, un ogre rare qui est bon ! Le kender et l'humain s'aventurent dans un portail magique qui les emmène à Gelfigburg, un endroit semblable à Candyland. Ils découvrent également que le trésor (une amulette magique) a été utilisé. Denzil, qui ne le sait pas, oblige Tas à l'emmener dans les ruines. Tas tente d'entrer dans le portail, mais Denzil le tire avant qu'il n'ait atteint le bout du tunnel, laissant Tas coincé dans le portail. Les kenders de Gelfigburg tentent de faire passer Tas, ce qui provoque une lutte acharnée. Vinsint tire Tas, Damaris, Epinglette, Phineas, et tous les Kender hors de Gelfigburg. Denzil est piégé à l'intérieur. La Reine des Ténèbres tente d'entrer, mais Damaris ferme le portail. Les Kender retournent à Kendermore, sauvant la ville d'une tempête. Tas est réunie avec Woodrow, et Damaris épouse Epinglette. 

### Points faibles de l'intrigue
- Dans le livre, il est dit que Flint Flint Forgefeu est un nain des montagnes. Cependant, Flint est un nain des collines qui déteste les nains des montagnes.
- Denzil est décrit comme un demi-orque, alors que les orques n'existent pas dans la réalité de Lancedragon.
- Le roman mentionne les restes d'un loup-garou. Les lycanthropes n'existent pas sur Krynn.

## Personnages principaux
- Damaris Météo
- Denzil
- Gisella Cornebière
- Phineas Curick
- Tasslehoff Racle-pieds
- Epinglette Pieds-Poilus
- Aviron Ath-Banard